# 建保
建保（1214年十二月六日至1219年四月十二日）是日本的年號之一。這個時代的天皇是順德天皇，由後鳥羽上皇實施院政。鎌倉幕府之征夷大將軍為源實朝；執權為北條義時。

## 改元
- 建曆三年十二月六日（1214年1月18日）改元建保
- 建保七年四月十二日（1219年5月27日）改元承久

## 出處
《書經·多士》：「自成湯至于帝乙，罔不明德恤祀；亦惟天丕建，保乂有殷；殷王亦罔敢失帝，罔不配天，其澤。」

## 逝世
- 建保七年正月：源實朝，鎌倉幕府第三代征夷大將軍。

## 大事記
- 建保七年正月：源賴家之二子源公曉在鶴岡八幡宮暗殺源實朝。

## 紀年、西曆、干支對照表
| 建保       | 元年   | 二年   | 三年   | 四年   | 五年   | 六年   | 七年   |
| 儒略曆日期 | 1213年 | 1214年 | 1215年 | 1216年 | 1217年 | 1218年 | 1219年 |
| 干支       | 癸酉   | 甲戌   | 乙亥   | 丙子   | 丁丑   | 戊寅   | 己卯   |